# Syndromale Diarrhoe

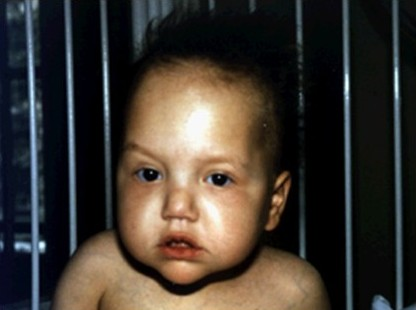
Typische Gesichtsform mit prominenter Stirn und betonten Wangen, breiter Nasenwurzel und weit auseinander stehenden Augen. Auffallende wollartige, wenig pigmentierte Haare

Die Syndromale Diarrhoe, auch als Tricho-hepato-enterisches Syndrom bezeichnet, ist eine sehr seltene angeborene Erkrankung mit den Hauptmerkmalen hartnäckige Diarrhoe (enterisch, von altgriechisch enteron ‚Darm‘) im ersten Lebensmonat mit Gedeihstörung, Gesichtsdysmorphie, Haarauffälligkeiten (tricho-) und Veränderungen der Leber (hepato, von altgriechisch hepar ‚Leber‘). Sie wird zur Gruppe der kongenitalen Durchfall-Erkrankungen (Congenital diarrhea and enteropath - CODE) gezählt. 
Synonyme sind: Phänotypische Diarrhoe; Syndromale Diarrhoe; SD; Tricho-hepato-enterisches Syndrom; THE; Trichohepatoenterisches Syndrom; englisch Fatal Infantile Diarrhea with Trichorrhexis Nodosa; Intractable Diarrhea with Phenotypic Anomalies; Phenotypic Diarrhea of Infancy;  THES1
Die Erstbeschreibung stammt aus dem Jahre 1982 durch die schottische Hautärztin Leslie Stankler und Mitarbeiter.

## Verbreitung
Die Häufigkeit wird auf 1 zu 300.000 – 400.000 Lebendgeborene geschätzt, bislang wurde über mehr als 100 Betroffene berichtet. Die Vererbung erfolgt autosomal-rezessiv.

## Ursache
Je nach zugrunde liegender Mutation können folgende Typen unterschieden werden:
- Typ 1 (40 %) mit Mutationen im SKIC3-Gen auf Chromosom 5 Genort q15.[5]
- Typ 2 (60 %) mit Mutationen im SKIC2-Gen auf Chromosom 6 an p21.33.[6]

Beide Gene kodieren für Proteine, die zusammen mit dem Exosom den Ski-Komplex bilden, der am Abbau fehlerhafter mRNA beteiligt ist.

## Klinische Erscheinungen
Klinische Kriterien sind:
- Manifestation: Vorgeburtlich oder als Neugeborenes
- intrauterine Wachstumsretardierung in etwa 50 %, Geburtsgewicht unter der 10. Perzentile in mehr als 70 %
- meist im ersten Lebensmonat, spätestens nach 6 Monaten schwere, unbehandelbare Diarrhoe mit Malabsorption und Gedeihstörung
- Gesichtsdysmorphie mit prominenter Stirn, betonte Wangen, breite, flache Nasenwurzel und Hypertelorismus
- auffallende brüchige und wollige Kopfhaare mit  Trichothiodystrophie,  Trichorrhexis nodosa, Pili torti,  Anisotrichose und Poikilotrichose.
- Leberfunktionsstörung bei etwa 50 % mit Leberfibrose, Leberzirrhose und Siderose

Hinzu können Immunstörungen, Café-au-lait-Flecken und leichte intellektuelle Defizite kommen.

## Diagnose
Die Diagnose ergibt sich aus der Kombination klinischer Befunde und kann durch humangenetische Untersuchung gesichert werden. Bei einer Dünndarmbiopsie zeigt sich eine unspezifische Zottenatrophie.

## Differentialdiagnose
Abzugrenzen sind alle Ursachen für chronischen Durchfall, Unterernährung mit Kupfermangel und Eisenmangel, Intestinale Epitheliale Dysplasie (Tufting-Enteropathie) und Mikrovillus-Einschlusserkrankung.

## Therapie
Zur Behandlung ist eine Parenterale Ernährung über mehrere Monate bis Jahre erforderlich, eventuell auch eine Immunoglobulinersatztherapie. Entwickelt sich eine schwere Lebererkrankung, ist als Therapie die Lebertransplantation indiziert.

## Prognose
Die Aussichten sind ungünstig, die Sterblichkeit beträgt bis zu 50 %, meist infolge schwerer Lebererkrankung und aufgrund von Infektionen. Die meisten Kinder werden unterdurchschnittlich groß, bei der Hälfte finden sich leichte intellektuelle Defizite.